# Ilsa, gardienne du harem
Série
Ilsa, la louve des SS
(1975) Greta, la tortionnaire
(1977)
Pour plus de détails, voir Fiche technique et Distribution.
Ilsa, gardienne du harem (Ilsa, Harem Keeper of the Oil Sheiks) est un film américano-canadien réalisé par Don Edmonds (de), sorti en 1976.

## Fiche technique
- Titre : Ilsa, gardienne du harem
- Titre original : Ilsa, Harem Keeper of the Oil Sheiks
- Réalisation : Don Edmonds (de)
- Scénario : Langston Stafford
- Production : Don Edmonds (de)
- Musique : Inconnu
- Photographie : Dean Cundey et Glenn Roland
- Montage : Idi Yanamar
- Direction artistique : J. Michael Riva et Michel Levesque
- Costumes : Frances Dennis
- Pays d'origine : Canada, États-Unis
- Format : Couleurs - 1,66:1 - Mono - 35 mm
- Genre : Aventure, érotique, horreur
- Durée : 93 minutes
- Date de sortie : mars 1976 (États-Unis)

## Distribution
- Dyanne Thorne : Ilsa
- Max Thayer : le commandant Adam, de l'US Navy
- Jerry Delony : El Sharif
- Uschi Digard : Inga Lindström
- Sharon Kelly : Nora Edward
- Haji : Alina Cordova
- Tanya Boyd : Satin
- Marilyn Joi : Velours
- Su Ling : Katsina
- Richard Kennedy : Kaiser
- George Buck Flower : Beggar
- Bobby Woods : le prince Salim
- John F. Goff : le cheïkh

## Autour du film
- Le film inspira le réalisateur Joel M. Reed pour son Incredible Torture Show (1976).

## Saga Ilsa
- 1975 : Ilsa, la louve des SS (Ilsa, She Wolf of the SS), de Don Edmonds (de)
- 1977 : Ilsa, la tigresse de Sibérie (Ilsa, the Tigress of Siberia), de Jean LaFleur
- 1977 : Greta, la tortionnaire (Greta - Haus ohne Männer), de Jesús Franco